# TiDB
TiDB是一个开源的NewSQL数据库，支持混合事务和分析处理（HTAP）工作负载。它与MySQL兼容，并且可以提供水平可扩展性、强一致性和高可用性。它主要由PingCAP公司开发和支持，并在Apache 2.0下授权。TiDB从Google的Spanner和F1论文中汲取了最初的设计灵感。
TiDB被InfoWorld 2018 Bossie Award评选为最佳数据存储和分析开源软件之一。

## 历史
PingCAP Inc.是一家软件公司，成立于2015年4月，成立后便开始开发TiDB。该公司是TiDB及其关联的开源社区的主要开发人员，维护人员和驱动者。

## 主要特性

### 水平可扩展性
TiDB可以通过添加新节点来扩展SQL处理和存储容量。这使得基础设施容量的扩展更加容易和灵活，而传统的关系数据库只能垂直扩展。

### MySQL兼容性
对于应用程序来说，TiDB的行为就如同一个MySQL 5.7服务器。用户可以继续使用所有现有的MySQL客户端库。因为TiDB的SQL处理层是从头开始构建的，而不是一个MySQL分支，所以它的兼容性不是100%，而且MySQL和TiDB之间存在已知的行为差异。

### 具有强一致性的分布式事务
TiDB在内部基于范围将表分片为的小块，这些块称为“区域”。每个区域的默认大小约为100 MB，TiDB在内部使用二阶段提交来确保区域以事务上一致的方式进行维护。

### 云原生
为了使部署、配置、操作和维护更加灵活，TiDB被设计成可在云中工作。TiDB的存储层称为TiKV，于2018年8月成为云原生计算基金会的沙盒级别项目。TiDB平台的体系结构还允许分别独立扩展SQL处理和存储。

### 更精简的ETL流程
TiDB可以支持联机事务处理（OLTP）和联机分析处理（OLAP）工作负载。这意味着，虽然用户可能传统上在MySQL上进行交易，然后将数据抽取、转换和加载（ETL）到一个列存储中进行分析处理，但这一步骤不再需要。

### 高可用性
TiDB使用Raft一致性算法确保数据在整个Raft组的存储过程中高度可用和安全复制。在发生故障时，Raft组将自动为失败的成员选择一个新的领导者，并自我修复TiDB集群，而不需要任何必要的人工干预。失败和自愈操作对应用程序是透明的。

## 部署方法

### Kubernetes Operator
可以使用TiDB Operator将TiDB部署到支持Kubernetes的云环境中。Operator是打包、部署和管理Kubernetes应用程序的方法。它是为运行有状态工作负载而设计的，最早由CoreOS在2016年引入。TiDB Operator最初由PingCAP开发，并于2018年8月开源。TiDB Operator可以用于在笔记本电脑、Google Cloud Platform的Google Kubernetes引擎和Amazon Web Services的Kubernetes弹性容器服务上部署TiDB。

### Ansible
通过使用TiDB-Ansible playbook，可以使用Ansible (軟體)部署TiDB。

### Docker
可以使用Docker在多个节点和多台机器上的容器化环境中部署TiDB，而Docker Compose可以使用单个命令部署TiDB以进行测试。

## 工具
TiDB提供了一系列开源工具来帮助现有MySQL和MariaDB用户进行数据复制和迁移。

### Syncer与Data Migration
Syncer是一个工具，它支持从MySQL或MariaDB实例到TiDB集群的完整数据迁移或增量数据复制。Data Migration（DM）是 Syncer的第二代迭代，它适合将已分片的MySQL或MariaDB表中的数据复制到TiDB。Syncer/DM的一个常见用例是将MySQL或MariaDB表连接到TiDB，几乎将TiDB视为从属，然后在该TiDB集群上直接实时运行分析工作负载。

### Lightning
Lightning是一个可将大型MySQL转储高速完全导入到新的TiDB群集中的工具，它提供了比执行每个SQL语句更快的导入体验。该工具用于把大量数据快速填充到一个最初为空的TiDB集群，以便加快测试或生产迁移。之所以能提升导入速度，是因为TiDB通过将SQL语句解析为键值对，然后直接生成有序字符串表（SSTable）文件到RocksDB。

### TiDB-Binlog
TiDB-Binlog是一个用于收集对TiDB集群所做逻辑更改的工具。它用于在两个TiDB集群之间或从一个TiDB集群到另一个下游平台之间提供增量备份和复制。
它的功能类似于MySQL主从复制。主要的区别在于，由于TiDB是一个分布式数据库文件管理器，因此每个TiDB实例生成的binlog需要在被下游使用之前，根据事务提交的时间进行合并和排序。

## 用户案例
目前，已有近3000家公司在使用 TiDB，其中包括Mastercard、AirBNB、Square、Paypay、中国银行、建设银行、美团、Bilibili、Shopee、BookMyShow、小米、知乎、美团点评、爱奇艺, 转转、摩拜、易果，以及猿辅导。